# Whatta Man (bài hát của I.O.I)
Whatta Man (còn được biết tới với tên gọi "Whatta Man (Good man)" là một bài hát được thu âm bởi I.O.I. Bài hát là phiên bản remake tiếng Hàn của bài hát "What A Man" trình bày bởi Linda Lyndell và được phát hành dưới dạng album đĩa đơn bởi nhóm nhỏ đầu tiên của I.O.I gồm các thành viên Nayoung, Chungha,  Jieqiong, Sohye, Yoojung, Doyeon và Somi. Nó còn được YMC Entertainment phát hành dưới dạng tải nhạc số và được phân phối bởi LOEN Entertainment vào ngày 9 tháng 8 năm 2016 và dưới dạng đĩa đơn vật lý vào ngày 11 tháng 8. Lời bài hát được viết bởi  Seo Jeonga và được phối nhạc bởi  Ryan S. Jhun, Emile Ghantous, Steve Daly, Keith Hetrick, Nikki Flores, Michel Schulz, Phillip Bentley, Fritz Michallik, Melanie Fontana và Jonathan Strauch. Để quảng bá album đĩa đơn này, nhóm nhỏ của I.O.I đã trình diễn bài hát "Whatta Man" trên hai chương trình âm nhạc M! Countdown và Music Bank. MV của bài hát cũng được tung ra vào ngày 9 tháng 8.
Album đĩa đơn đạt vị trí thứ hai trên Gaon Digital Chart và Gaon Album Chart cho lượng tương tác ảo (tải nhạc và xem trực tuyến) và doanh số bán đĩa vật lý.

## Bối cảnh và phát hành
Vào ngày 27 tháng 5 năm 2016, YMC Entertainment tiết lộ kế hoạch về việc quảng bá sắp tới cho I.O.I, thông báo rằng nhóm sẽ bắt đầu tách ra và quảng bá với nhóm nhỏ mùa hè này nhung không có thông tin cụ thể. Vào ngày 4 tháng 7, thêm thông tin của nhóm nhỏ được tung ra. YMC Entertainment thông báo "Chúng tôi đang trong giai đoạn quyết định số thành viên trong nhóm nhỏ. Chúng tôi sẽ thông báo về các thành viên chính thức trên trang web trong tuần này." Vào tháng 7, công ty tiết lộ rằng dự kiến album đĩa đơn sẽ được phát hành vào cuối tháng 7 hoặc tuần đầu tiên của tháng 8, và một số thành viên của I.O.I là  Jung Chae-yeon, Kim Se-jeong và Kang Mi-na sẽ không có mặt trong nhóm nhỏ. Quá trình đầu tiên đã bắt đầu, chọn bài hát làm ca khúc chủ đề. Vào tháng 9, YMC đã thông báo rằng nhóm nhỏ sẽ gồm 7 thành viên:  Kim Do-yeon, Kim So-hye, Kim Chung-ha, Lim Na-young, Jeon So-mi, Zhou Jieqiong và Choi Yoo-jung. Công ty cũng thông báo rằng thành viên  Yoo Yeon-jung sẽ quay trở lại công ty quản lý để tiếp tục quá trình đào tạo của mình. Vào ngày 24 tháng 6, công ty quản lý thông báo rằng bài hát sẽ phát hành vào tháng 8, "Họ (Nhóm nhỏ của I.O.I) đang hăng say với bài học và việc luyện tập vũ đạo của mình. Bởi vì nhóm nhỏ không có hai thành viên hát chính, các thành viên rất nỗ lực trong việc luyện tập giọng hát của họ để có thể trở nên tốt hơn." 
Vào ngày 29 tháng 7, thông báo ngày phát hành sẽ là ngày 9 tháng 8 vào lúc nửa đêm theo giờ Hàn, tiết lộ hình ảnh teaser đầu tiên với dòng chữ "WXAXTX X XAN" vào ngày 1 tháng 8. Vào ngày 3 tháng 8, teaser đầu tiên của MV đã được tiết lộ. Vào ngày 5 tháng 8, tiết lộ hình ảnh teaser thứ hai với hai nhóm, nhóm thứ nhất với các thành viên Nayoung, Somi, Jieqiong và Doyeon và nhóm thứ hai với các thành viên Sohye, Chungha và Yoojung, mặc trang phục màu đen với nền tối. Vào ngày 8 tháng 8, hình ảnh teaser thứ 3 và cuối cùng cũng đã được tiết lộ với đầy đủ các thành viên trong nhóm nhỏ trong phông nền màu trắng như bìa album single.
"Whatta Man (Good man)" được phát hành dưới dạng digital download vào ngày 9 tháng 8 năm 2016 vào nửa đêm theo giờ Hàn thông qua một số trang wed âm nhạc cũng như phát hành MV. Vào ngày 11 tháng 8, CD được phát hành.

## MV
Vào ngày 3 tháng 8 năm 2016, teaser đầu tiên và duy nhất của MV cũng đã được đăng tải, cho thấy cận mặt các thành viên từ nhóm nhỏ. vào ngày 9 tháng 8, MV chính thức đã được phát hành thông qua kênh YouTube của 1theK và cũng được đăng tải trên trang chính thức của công ty. YooJung là thành viên trung tâm trong MV và các thành viên khác khuyến khích cô lại gần với bạn trai của mình, để thay đổi cái nhìn và thái độ

## Quảng bá

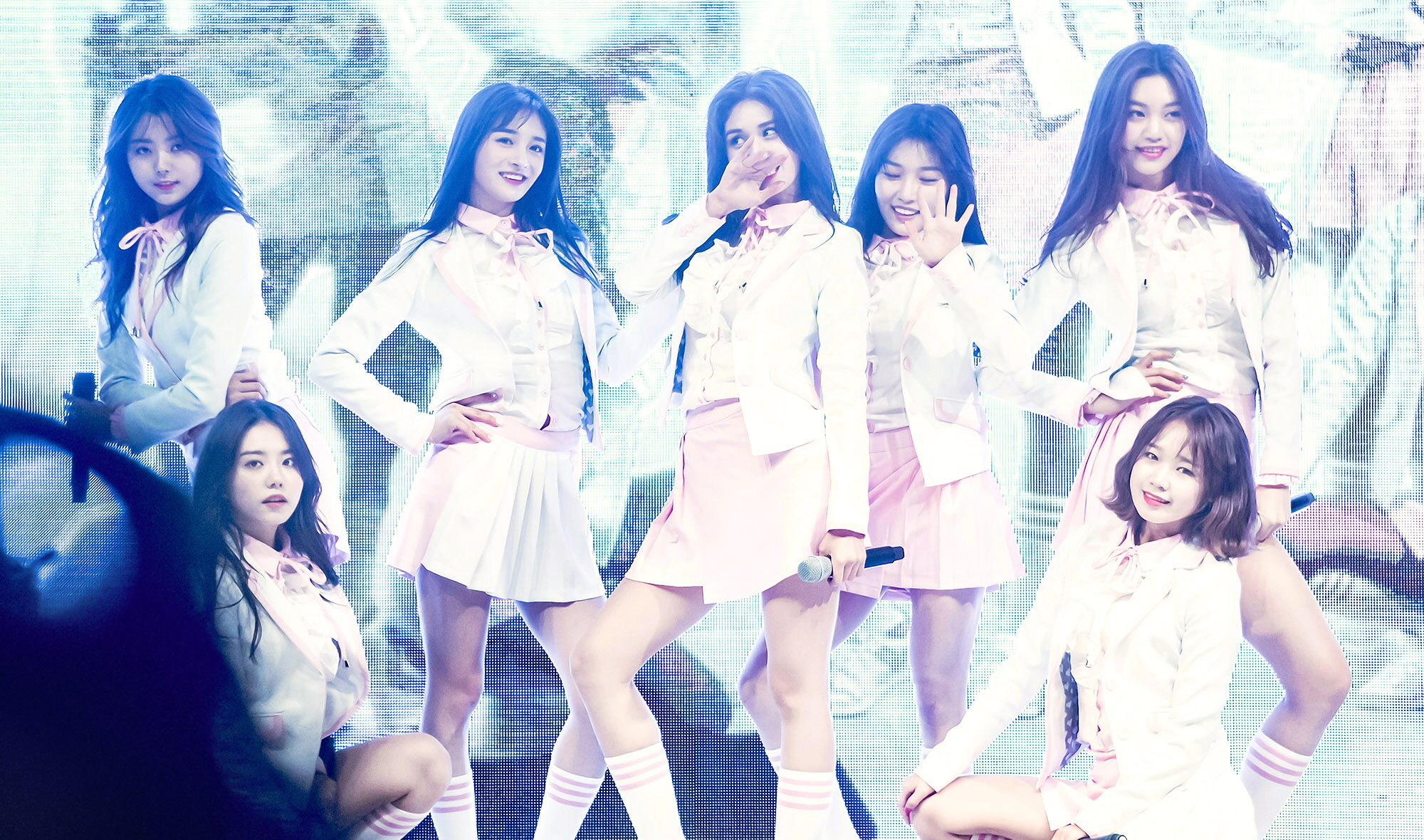
I.O.I biểu diễn "Whatta Man" vào tháng 12 năm 2016

Để quảng bá cho album single, nhóm nhỏ của I.O.I có màn trình trình trên M! Countdn vào ngày 11 tháng 8 năm 2016. Họ tiếp tục trình diễn trên Music Bank vào ngày 12 tháng 8, ngày 16 tháng 8 trên The Show và lần đầu tiên nhóm trình diễn trên Show Champion vào ngày 17 tháng 8. 
I.O.I lần đầu tiên chiến thắng trên chương trình âm nhạc như một nhóm và nhóm nhỏ trên The Show và ngày 16 tháng 8, sau đó là  Show Champion vào ngày 17 tháng 8, M Countdown vào ngày 18 tháng 8, Music Bank và ngày 19 tháng 8 và một lần nữa chiến thắng trên The Show vào ngày 30 tháng 8 cho "Whatta Man" và có tổng cộng 5 chiếc cup cho đợt quảng bá.

## Doanh thu và xếp hạng
"Whatta Man" ra mắt và đứng vị trí thứ 2 trên Gaon Album Chart trên bảng xếp hạng tuần ngày 7-13 tháng 8 năm 2016 cho lượt sale của album single. Trong tuần thứ hai, album đã đạt được vị trí thứ 4 trên bảng xếp hạng. Trong tuần thứ 3, album đã rớt xuống vị trí thứ 9, ở lại trong top 10 của bảng xếp hạng.
"Whatta Man" ra mắt với vị trí thứ 2 trên Gaon Digital Chart trên bảng xếp hạng tuần ngày 7-13 tháng 8 năm 2016 với 128,760 lượt download và 2,752,097 lượt nghe. Vào tuần thứ hai, bài hát đứng vị trí thứ năm với 67,712 lượt dowload và 2,516,434 lượt nghe. Vào tuần thứ ba, bài hát đứng vị trí thứ mười sáu với 45,357 lượt download và 2,516,434 lượt nghe. 

## Danh sách bài hát
| STT | Nhan đề                 | Phổ lời    | Phổ nhạc                                                                                      | Thời lượng |
| --- | ----------------------- | ---------- | --------------------------------------------------------------------------------------------- | ---------- |
| 1.  | "Whatta Man (Good man)" | Seo Jeonga | Ryan S. Jhun Emile Ghantous Steve Daly Keith Hetrick Fritz Michallik Michel 'Lindgren' Schulz | 3:13       |

## Giải thưởng và đề cử

### Chương trình âm nhạc
| Bài hát      | Chương trình              |                     |
| ------------ | ------------------------- | ------------------- |
| "Whatta Man" | The Show (SBS MTV)        | 16 tháng 8 năm 2016 |
| "Whatta Man" | The Show (SBS MTV)        | 30 tháng 8 năm 2016 |
| "Whatta Man" | Show Champion (MBC Music) | 17 tháng 8 năm 2016 |
| "Whatta Man" | M! Countdown (Mnet)       | 18 tháng 8 năm 2016 |
| "Whatta Man" | Music Bank (KBS)          | 19 tháng 8 năm 2016 |

## Bảng xếp hạng

### Bảng xếp hạng hàng tuần
| Bảng xếp hạng (2016)          | Vị trí cao nhất |
| ----------------------------- | --------------- |
| Hàn Quốc (Gaon Digital Chart) | 2               |
| Hàn Quốc (Gaon Album Chart)   | 2               |

## Lịch sử phát hành
| Khu vực  | Ngày                     | Dạng             | Nhãn                                  |
| -------- | ------------------------ | ---------------- | ------------------------------------- |
| Hàn Quốc | Ngày 9 tháng 8 năm 2016  | Digital download | YMC Entertainment, LOEN Entertainment |
| Hàn Quốc | Ngày 11 tháng 8 năm 2016 | CD               | YMC Entertainment, LOEN Entertainment |